# Крушение на перегоне Нара — Бекасово I
Крушение на перегоне Бекасово I — Нара произошло 20 мая 2014 года на 69 км 2 пк Киевского хода Московской железной дороги (Московско-Смоленский регион) в 12 часов 32 минуты в результате схода вагонов грузового поезда № 1484 с нарушением габарита соседнего пути и их последующего столкновения с пассажирским поездом № 341 Москва — Кишинёв. В крушении погибли 6 и ранены более 50 человек.
Причиной схода стал выброс пути, произошедший вследствие нарушения технологии производства путевых работ по рихтовке пути в период высоких температур при недостаточном количестве балласта в шпальных ящиках, что привело к потере устойчивости рельсошпальной решётки из-за наличия температурных напряжений в рельсовых плетях с последующим сдвигом рельсошпальной решётки грузовым поездом.
Это самое тяжёлое по последствиям происшествие по техническим причинам на Московской железной дороге за постсоветскую эпоху (не считая ЧП на железнодорожных переездах).

## Предшествующие события
Грузовой поезд № 1484 — контейнерный, перевозил автозапчасти, станция формирования — Вадул-Сирет Львовской железной дороги, станция назначения — Москва-Товарная-Павелецкая Московской железной дороги, оператор — Украинский государственный центр транспортного сервиса «Лиски». Вес поезда — 1835 тонн, составность — 44 вагона, 176 осей. 19 мая 2014 года в 8 часов 30 минут поезд с локомотивом ВЛ80-967 под управлением ТЧМ Грищенко прибыл на станцию Хутор-Михайловский. C 8:30 до 9:00 — техническое обслуживание поезда, СОВ Зимин С. В. В 10 часов 13 минут поезд отправлен со станции Хутор-Михайловский, прибытие на станцию Брянск-Льговский в 14 часов 08 минут. Техническое обслуживание поезда — 16:27 — 17:13, СОВ Самохин А. А. Отправление со станции Брянск-Льговский — 20 мая в 0 часов 50 минут с локомотивом ВЛ80-2028 под управлением ТЧМ-46 Павлючкова. При проследовании КТСМ 9 км вагоны № 94791902 и № 94727815 — скрытый режим 12 градусов. Прибытие на станцию Сухиничи-Главные в 3 часа 08 минут, отправление в 4 часа 13 минут с локомотивом ВЛ11-575 ТЧМ-23 Беридзе. В 4 часа 30 минут Беридзе сообщил о неисправности локомотива, под поезд был подан 1,5ВЛ11-280/224 ТЧМ-23 Москалев. Отправление от станции Сухиничи-Главные в 7 часов 09 минут. От станции Сухиничи-Главные поезд проследовал 192 километра, 7 КТСМ, 14 УКСПС, 24 поста безопасности без замечаний. Последние КТСМ-02 на 80 км пк 2, УКСПС на 71 км пк 9 — без показаний. От последнего ПТО поезд проследовал 309 километров.
Пассажирский поезд № 341 Ф сообщением Москва — Кишинёв формирования ГП «Железные дороги Молдовы». Поезд отправлен со станции Москва-Пассажирская-Киевская в 11 часов 35 минут, следовал изменённым расписанием. Населённость поезда — 394 пассажира, а также сотрудники поездной бригады, составность — 13 вагонов, 60 осей, вес 950 тонн.

## Обстоятельства крушения
20 мая 2014 года в 12 часов 32 минуты при следовании со скоростью 60 км/ч по II пути двухпутного электрифицированного перегона Нара — Бекасово I грузового поезда № 1484 с электровозом 1,5ВЛ11М−280/224 приписки эксплуатационного локомотивного депо Бекасово, локомотивная бригада того же депо в составе машиниста Москалёва П. И. (в должности с 2011 года, 3-й класс квалификации, 2-я группа профотбора) и помощника машиниста Куркова А. В. (в должности с 2013 года, без права управления электровозом, 1-я группа профотбора), увидев работающую группу монтёров пути, за 150—200 метров применила служебное торможение, далее, увидев угол в плане, применила экстренное торможение, поезд остановлен на 68 км 9 пк.
В это же время бригада поезда № 341, ведомого электровозом ЧС7-043 приписки эксплуатационного локомотивного депо имени Ильича, следовавшего со скоростью 90-95 км/час по I пути перегона Бекасово I — Нара, в составе машиниста Иванова А. В. (в должности с 2014 года, 4-й класс квалификации, 1-я группа профотбора) и помощника Гумарова К. В. (в должности с 2011 года, с правом управления электровозом, 1-я группа профотбора), при вхождении в правую кривую вблизи станции Нара заметила сход фитинг-платформы встречного грузового поезда № 1484 одной тележкой и применила экстренное торможение.
В результате схода 15 вагонов (с 1 по 15) контейнерного поезда и их касательного столкновения с пассажирским поездом повреждены 3 пассажирских вагона, нарушен габарит обоих путей. Погибли 6 человек (в том числе 1 скончался в больнице), 51 человек пострадали, из них 45 обратились за медицинской помощью. Все погибшие являлись гражданами Молдовы. Двое погибших ехали в поезде без билета. По данным Министерства здравоохранения РФ было госпитализировано 23 человека, из них в крайне тяжёлом состоянии — 1 человек, в тяжёлом — 12 человек.
По количеству погибших данное транспортное происшествие является крупнейшим крушением, не вызванным терактом и ДТП на переездах, произошедшим на сети Российских железных дорог с 1996 года.
Данное место скрещения не являлось штатным для поездов — поезд 341 по изменённому расписанию из-за ремонта путей отправился со станции Москва-Пассажирская-Киевская на час раньше, а поезд 1484 был задержан с отправлением со станции Сухиничи на 3 часа из-за неисправности локомотива.

## Место крушения
Место крушения расположено в Наро-Фоминском районе Московской области, на восточной окраине города Наро-Фоминска, у Привокзального района; в пяти километрах от юго-западной границы Новой Москвы и станции Бекасово I.
Крушение произошло на 69 км 2 пк, вблизи нечётной горловины станции Нара. Сход поезда № 1484 произошёл на 2 главном пути перегона. В плане пути — кривая малого радиуса (740 м), в профиле — подъём 10,6 тысячных в сторону станции Бекасово. Путь — класса 1В1, бесстыковой, уложен на щебёночном балласте и железобетонных шпалах, эпюра шпал — 1969 ш/км, рельсовые скрепления — АРС, рельсы типа Р-65, термоупрочнённые. Путь уложен в 2004 году. Пропущенный тоннаж на 1 января 2014 года — 394,0 млн.т.брутто/км, грузонапряжённость — 46,7 млн.т.брутто/км/год. Максимальная скорость, установленная приказом МОСК-162 от 07.08.2012 для грузовых поездов — 80 км/ч.
Последний проход путеизмерителя — 17 мая 2014 года, выявлено 1 сужение, 2 перекоса, 9 рихтовок; балльность километра — 40 баллов (километр хороший). Последняя дефектоскопия — 20 мая 2014 года, дефектов не выявлено.

## Последствия крушения
В результате крушения, пассажирский вагон № 039 22986 повреждён до степени исключения из инвентаря, пассажирский вагон № 039 22788 — в объёме капитального ремонта, ещё 4 пассажирских и 15 грузовых вагонов — в объёме текущего отцепочного ремонта. Повреждено 350 метров пути. Полный перерыв в движении составил 6 часов 39 минут. Московской железной дороге причинён материальный ущерб на сумму свыше 9 млн рублей.
Движение по I главному пути перегона (от Москвы) восстановлено в 19:17, в 19:21 по нему прошёл пассажирский поезд № 56 Хмельницкий-Москва. Движение по перегону осуществлялось вариантным графиком. В 23:55 было открыто движение по II главному пути, движение поездов на участке Нара — Бекасово I стало осуществляться в полном объёме.
В сторону Москвы было задержано семь электропоездов с количеством пассажиров до 7200 человек, в сторону Калуги было задержано девять электропоездов с количеством пассажиров до 12 000 человек. Более десятка пригородных электропоездов шли изменённым графиком.

## Устранение последствий
Для устранения последствий были подняты восстановительные поезда станций Бекасово I, Москва-Смоленская, Калуга и Сухиничи. В 14:08 хвостовая часть грузового поезда возвращена на станцию Нара. В 16:45 пассажирский поезд в составе шести вагонов отправлен на станцию Нара, откуда в 18:50 отправлен в Брянск, где после переформирования вагонами ФПК продолжил путь по маршруту следования, прибыв в Кишинёв с опозданием на 2,5 часа. Было задержано более десяти поездов дальнего следования, задержки в движении составили до 10 часов.
Для проведения аварийно-спасательных работ привлекалось более 800 человек и 200 единиц техники, в том числе 4 восстановительных поезда, от МЧС России 600 человек, более 100 единиц техники, 16 воздушных судов и 30 машин скорой помощи.

## Организация движения на участке
С 13 часов дня на Киевском направлении организована временная схема движения поездов дальнего с использованием Большого кольца Московской железной дороги по схеме:
Через Бекасово — Столбовую — Тулу-1 — Плеханово — Калугу-1 с выходом на свой маршрут на станции Калуга-2 были отправлены поезда: № 061 Москва — Николаев, № 073 Москва — Львов, № 065 Москва — Кишинёв, № 041 Москва — Киев;
Через Бекасово — Кубинку-1 — Вязьму — Тёмкино с выходом на свой маршрут на станции Горенской были пущены поезда: № 009 Москва — Брянск, № 077 Москва — Ковель;
Через Калугу-1 — Тулу-1 — Столбовую с выходом на свой маршрут на станции Бекасово I был пущен поезд № 024 Одесса — Москва;
Через Сухиничи-Узловые — Козельск — Тулу — Сандарово с выходом на свой маршрут на станции Бекасово I был пущен поезд № 048 Кишинёв — Москва.
Пригородные поезда со стороны Москвы следовали только до станций Апрелевка/Селятино/Бекасово I, со стороны Калуги — только до станции Нара, для перевозок пассажиров между Апрелевкой и Нарой по заявке ЦППК было выделено 40 автобусов с бесплатным проездом для имеющих железнодорожные билеты.

## Расследование причин происшествия
Для расследования причин происшествия на место были направлены криминалисты центрального аппарата Следственного Комитета России, а также комиссии Министерства транспорта Молдовы, управления Молдавской железной дороги, Украинских железных дорог, Российских железных дорог и Министерства транспорта России.
По факту происшествия возбуждено уголовное дело по части 3 статьи 263 УК РФ («Нарушение правил безопасности движения и эксплуатации железнодорожного транспорта, повлекшее по неосторожности смерть двух или более лиц»).
Среди причин происшествия, следственным комитетом рассматривались версии отрыва контейнера от фитинг-платформы, нарушения локомотивной бригадой грузового поезда правил технической эксплуатации и выброс пути. В качестве предварительной версии комиссии Российских железных дорог рассматривались излом боковой рамы тележки платформы и излом шейки оси колёсной пары. Фитинговые платформы, находившиеся в составе грузового поезда, были выпущены заводом «Абаканвагонмаш» в период с 1979 года по 1991 год. Количество дефектов вагонного литья, выявленных на сети, увеличилось с 3,7 тысяч в 2008 году до 12,3 тысяч в 2010. С начала 2014 года на российских железных дорогах произошло 11 сходов.
По версии «Украинских железных дорог», ответственность за техническое состояние поезда лежит на той стране, на территории которой поезд находится. Пресс-секретарь Якунина А. В. Пирков заявил, что ответственность за техническое состояние поезда лежит на собственнике поезда независимо от места нахождения состава.
В ходе расследования уголовного дела, следователи Следственного Комитета установили, что ОАО РЖД своими внутренними распоряжениями создало такие условия, что рабочие, проводившие ремонт, посредством поощрительных выплат были материально заинтересованы в том, чтобы ремонт не приводил к снижению скорости движения железнодорожного транспорта. В адрес президента ОАО РЖД следствием вынесено представление об устранении нарушений, по результатам которого к дисциплинарной ответственности были привлечены 29 человек, в том числе восемь из них уволены, разработана новая система премирования сотрудников железной дороги, внесены изменения в порядок производства работ на бесстыковом пути, пересмотрен план подготовки и повышения квалификации работников путевого комплекса.

### Выводы Ространснадзора
Согласно техническому заключению Ространснадзора, причиной крушения стал выброс пути, произошедший по причине нарушений требований по текущему содержанию и процессу проведения рихтовочных работ работниками Московско-Киевской дистанции пути Московской дирекции инфраструктуры. Работы велись с нарушением температурного режима, на месте проведения работ не были выставлены сигналисты, предупреждения о проведении путевых работ не доводились до сведения локомотивных бригад. В своём заключении Ространснадзор ссылается, в частности, на нарушение бригадой Московско-Киевской дистанции пути инструкций ЦП-774 от 01.07.2000 и ЦП-485 от 28.07.1997, утверждённых МПС РФ. Применение этих инструкций в ОАО «РЖД» было отменено распоряжениями вице-президента ОАО «РЖД» А. В. Целько: применение инструкции ЦП-774 он отменил своим распоряжением № 2791р от 29.12.2012 года, а применение инструкции ЦП-485 — распоряжением № 2790р от 29.12.2012 года. При этом А. В. Целько не был привлечён к ответственности за это крушение.
29 мая 2014 года Владимир Якунин подтвердил выводы комиссии Ространснадзора.

### Уголовное расследование
По данным Следственного комитета России, причиной схода поезда стало нарушение технологического процесса производства путевых работ. Для проведения следственных мероприятий 22 мая 2014 года был задержан дорожный бригадир Московско-Киевской дистанции пути 41-летний Александр Соколов. Владимир Якунин тогда не стал комментировать версию Следственного комитета, призвав дождаться результатов расследования комиссии ОАО «РЖД».
29 мая 2014 года был задержан второй подозреваемый — 32-летний начальник участка Московско-Киевской дистанции пути Московской дирекции инфраструктуры Алексей Виноградов. В этот же день Мещанский районный суд Москвы санкционировал его арест до 20 июля 2014 года.
29 августа 2014 года Следственный комитет сообщил о предъявлении обвинения третьему подозреваемому — мастеру дорожной бригады по промерам и осмотру железнодорожного пути участка № 3 Московско-Киевской дистанции пути Николаю Ивченко, в его отношении была избрана мера пресечения в виде домашнего ареста, так как обвиняемый признал свою вину.
8 июля 2015 года Наро-Фоминский городской суд Московской области начал рассмотрение дела. 1 декабря 2015 года суд признал Соколова, Виноградова и Ивченко виновными в нарушении правил безопасности движения и эксплуатации железнодорожного транспорта, повлекшем по неосторожности смерть двух и более лиц (ч.3 ст.263 УК РФ). Приговором суда Соколову назначено наказание в виде 4 лет 5 месяцев лишения свободы, Виноградову — 4 лет 6 месяцев лишения свободы, Ивченко — в виде 4 лет 4 месяцев лишения свободы, всем с отбыванием наказания в колонии-поселении. На основании постановления Государственной Думы РФ «Об объявлении амнистии в связи с 70-летием Победы в Великой Отечественной войне 1941—1945 годов» осуждённые были освобождены от отбывания наказания.

## Ущерб, страхование, выплаты
При крушении нанесён ущерб жизни, здоровью и имуществу пассажиров поезда Кишинёв-Москва, а также имуществу РЖД. Договор обязательного страхования ответственности перевозчика, по которому будет компенсироваться ущерб жизни и здоровью, был заключён между двумя дочерними структурами РЖД — ОАО «Федеральная пассажирская компания» и страховой компанией «ЖАСО». Страховые выплаты семьям погибших составят 2,025 млн.руб на каждого погибшего пассажира, выплаты пострадавшим пассажирам будут рассчитаны по специальным таблицам в зависимости от тяжести травм. Общая сумма выплат по страхованию ответственности перевозчика превысит 10 млн.руб.
Договоры добровольного страхования от несчастного случая заключили 185 пассажиров с компаниями «ЖАСО» (159), «Сургутнефтегаз» (6), «Росгосстрах» (3) и Ренессанс Страхование (17).
Повреждённые локомотив и вагоны пассажирского поезда также были застрахованы в страховой компании «ЖАСО» по договору страхования каско. Имущественные риски повреждения инфраструктуры были покрыты по схеме сострахования с участием страховых компаний «ЖАСО» и «СОГАЗ».